# El Chapote, Navojoa
El Chapote är en ort i Mexiko.   Den ligger i kommunen Navojoa och delstaten Sonora, i den nordvästra delen av landet, 1 400 km nordväst om huvudstaden Mexico City. El Chapote ligger 41 meter över havet och antalet invånare är 138.
Terrängen runt El Chapote är huvudsakligen platt. El Chapote ligger nere i en dal. Runt El Chapote är det ganska glesbefolkat, med 36 invånare per kvadratkilometer. Närmaste större samhälle är Navojoa, 10,3 km söder om El Chapote. I omgivningarna runt El Chapote växer huvudsakligen savannskog.